# كلاريسا سكوت ديلاني
كلاريسا سكوت ديلاني (بالإنجليزية: Clarissa Scott Delany)‏ هي عاملة اجتماعية وكاتِبة وشاعرة أمريكية، ولدت في 1901، وتوفيت في 1927.